# Joachim Sterck van Ringelbergh

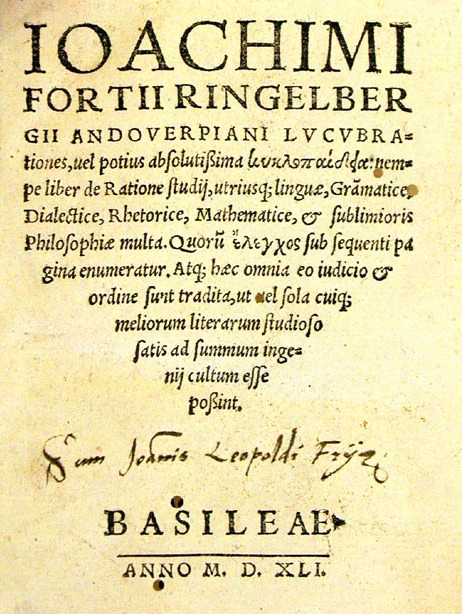
Ringelbergs Lucubrationes …, Basel 1541, in denen das Wort κυκλοπαιδεία im Titel erscheint (2. Aufl.)

Joachim Sterck van Ringelberg(h) (latinisiert Joachim(us) Fortius Ringelberg(ius) Antverpianus (Andouerpianus); * um 1499 in Antwerpen; † nach dem 1. Januar 1531) war ein flämischer Universalgelehrter – Humanist, Mathematiker und Astrologe. Sein Werk Lucubrationes (1538) wird als das Erste mit κυκλοπαιδεία (kyklopaideia) im Titel aufgefasst. Diese Referenz auf altgriechische Bildung (ἐγκύκλιος παιδεία) steht im Geist des Renaissance-Humanismus und gibt Anhaltspunkte dafür, wie die Enzyklopädie zu ihrem heutigen Titel gelangt sein könnte.

## Leben und Werk
Ringelberg inskribierte nachweislich am 5. Januar 1519 an der Universität Leuven, doch wird angenommen, dass er bereits 1516 oder 1517 dorthin übersiedelt war. Er studierte dort unter Petrus Curtius (Pieter de Corte), bald danach unterrichtete er vermutlich im 1518 eingerichteten Collegium Trilingue.

Spätestens zu Jahresbeginn 1528 verließ er Leuven, um zwei große Reisen zu unternehmen, während derer er unterrichtete, aber auch seine Arbeiten drucken ließ:
Zunächst ging er über Antwerpen nach Köln, dann Mainz, wieder Köln, Heidelberg, Basel, Freiburg im Breisgau und Straßburg; von dort aus über Mainz und Köln zurück nach Antwerpen, wo er im April 1529 ankam.
Wenige Monate später begann seine zweite, die Frankreich-Reise: Über Leuven (3. August 1529) ging er nach Paris (September–Dezember 1529, wo er im Calvi-Collegium Andreas Hyperius als Student und Bewunderer fand), dann nach Orléans, Bourges und Lyon, wo sich nach dem 1. Januar 1531 seine Spur verliert.
Seit seinem Aufenthalt in Basel hat er mehrmals Erasmus von Rotterdam besucht, der ihn geschätzt haben muss und zwei Epigramme für Ringelbergs Institutiones astronomicae verfasste. Erasmus’ Sekretär Nicolaas Kan hingegen verspottete Ringelbergs Arbeiten in einem seiner Epigramme, 1529.
Ringelberg setzte als erster in den Titel eines Werkes einen Begriff, der dem späteren Wort Enzyklopädie entspricht:

„Lucubrationes, vel potius absolutissima kyklopaideia: nempe liber de Ratione studii, utriusque linguae Grammatice, Dialectice, Rhetorice[,] Mathematice, & sublimioris Philosophiae multa.“

Ein einbändiges Werk in lateinischer Sprache, zitiert meist kürzer Lucubrationes, vel potius absolutissima kyklopaideia oder einfach nur als Kyklopaideia. Die zweite Auflage von 1541 hatte einen leicht veränderten Titel und wird daher meist kurz Kyklopedeia zitiert. Heutige Philologen schätzen ihn wie folgt ein:
- „Dieses Festhalten am tradierten Ordnungsschema bei gleichzeitigem Einfügen moderner Disziplinen ist ein weiteres typisches Phänomen der frühneuzeitlichen Enzyklopädik. Ringelberg etwa band in seinen Lucubrationes das Trivium mit einem gleichsam modernistischen Quadrivium aus Astronomie, Arithmetik, Kosmographie und Optik zusammen und fügte Ausführungen zur Divination und den Grundlagen der Naturlehre an.“ (Melanie Wald[2])
- Zu Wort-Neuschöpfungen aus dem Griechischen (wie kyklopedeia) finden sich „[…] spätere, fraglos von Melanchthon abhängige Belege bei Ringelberg, […]“. (Carl Joachim Classen[3])

Ringelberg soll auch eine ringförmige Sonnenuhr gebaut haben.

## Schriften
Von Ringelberg sind rund dreißig Werke bekannt, darunter insbesondere eines über Pädagogik, De Ratione Studii. Die Arbeiten wurden im 16. Jh. vielfach gedruckt – allein von der Rhetorica sind rund 20 Ausgaben aus diesem Jahrhundert bekannt. Außerdem gab es an die zehn Ausgaben „Gesammelter Werke“ (Lucubrationes = nächtliche Arbeiten):
- Lucubrationes. Antwerpen 1529.
  - De ratione studii. Latein, 1634; archive.org. Englische Übersetzung, 1830; Textarchiv – Internet Archive.
- Ioachimi Fortij Ringelbergij Andouerpiani Opera, quae proxima pagina enumerantur. Lyon, apud Gryphium, 1531 (Nachdruck Nieuwkoop 1967); 1556.
- Lucubrationes vel potius absolutissima kyklopaideia. Basel, 1538 (e-rara.ch), 1541, 1546 (nur diese drei Ausgaben sind vollständig).
- Ioachimi Fortij Ringelbergij Andouerpiani Compendium de conscribendis uersibus. Lyon, Seb. Gryphius excud., 1531.
- De formis dicendi; De periodis; De usu vocum quae non flectuntur; Dialectica; Elegantiae; Elementa graeca; Rhetorica, Schemata (= Liber de figuris ac vitiis orationis); Sententiae; Synonima; Arithmetica; Chaos mathematicum; Optice.

Kosmografie:
- Institutiones astronomicae : ternis libris contentae, quorum primus …; cum annotationibus, et ind. Valentin Curio, Basileae 1528. urn:nbn:de:hbz:061:1-24300 (Universitäts- und Landesbibliothek Düsseldorf).
- Ioachimi Ringelbergii Antuerpiani Institutiones astronomicae ternis libris contentae. … Cum annotationibus, & indice. Melchiorre Sessa, Venedig 1535.
- Cosmographia; De tempore; Sphaera (auch als Einleitung der Institutiones genutzt).

Astrologie:
- Astrologia, De somniis (= De interpretatione somniorum, De urina non visa, Geomantia, Horoscopus, Physionomia); Chaos, Experimenta; De homine. (eine Mischung aus Physiologie und Philosophie).
- Institutiones astronomicae teruis libri contentae quorum primus spherae ac mundi nature declarat. Basel 1528.
- Opera Joachim Fortii Ring. Andoverpiani. Astrologia. de figuris Geomantiae. In ‚Ad divinationem‘, Ridicula sed jucunda quaedam vaticinia. Sebastien Gryphe, Lyon 1531.
- J.F. Ringelbergii sphaera … Item eiusdem in tres libros institutionum astronomicarum prefatio. Antwerpen; Basel 1541; Köln 1550.
- Ad divinationem. In: Opera. J. Frelon, Lyon 1556; A. Vincent, Lyon 1657.